# Pieśń kata (powieść)
Pieśń kata (ang. The Executioner's Song) – powieść Normana Mailera z 1979 roku, oparta na autentycznej biografii mordercy Gary'ego Gilmore'a.
Powieść otrzymała w 1980 roku Nagrodę Pulitzera, a w roku 1982 została zekranizowana.

## Treść
Powieść przedstawia mordercę Gary'ego Gilmore'a jako człowieka o złożonej osobowości. Z jednej strony jest to psychopata o zaburzonym systemie wartości, który 18 lat swego 36-letniego życia spędził za kratkami. Z drugiej jednak strony jest też przedstawiony jako człowiek głęboko wrażliwy i romantyczny, potrafiący bezinteresownie kochać. Okazuje się też być skłonny do refleksji. Kiedy zostaje skazany na śmierć, poddaje analizie swój czyn i z całą konsekwencją domaga się wykonania wyroku.
Akcja powieści rozgrywa się w stanie Utah. 